# 三重県道502号楠河原田線
三重県道502号楠河原田線（みえけんどう502ごう くすかわらだせん）は、三重県四日市市を通る一般県道である。

## 概要
四日市市楠町北五味塚から四日市市河原田町に至る。
全線片側1車線の道路である。

### 路線データ
- 起点：四日市市楠町北五味塚（北五味塚交差点、三重県道6号四日市楠鈴鹿線交点）
- 終点：四日市市河原田町（河原田交差点、三重県道103号四日市鈴鹿線交点）
- 総延長：2,808 m

## 路線状況

### 重複区間
- 国道23号（四日市市河原田町・貝塚町北交差点 - 四日市市河原田町・貝塚町南交差点）

### 道路施設

#### 橋梁
- 北楠跨線橋（近鉄名古屋線、四日市市）
- 本郷橋（鈴鹿川、四日市市）

## 地理

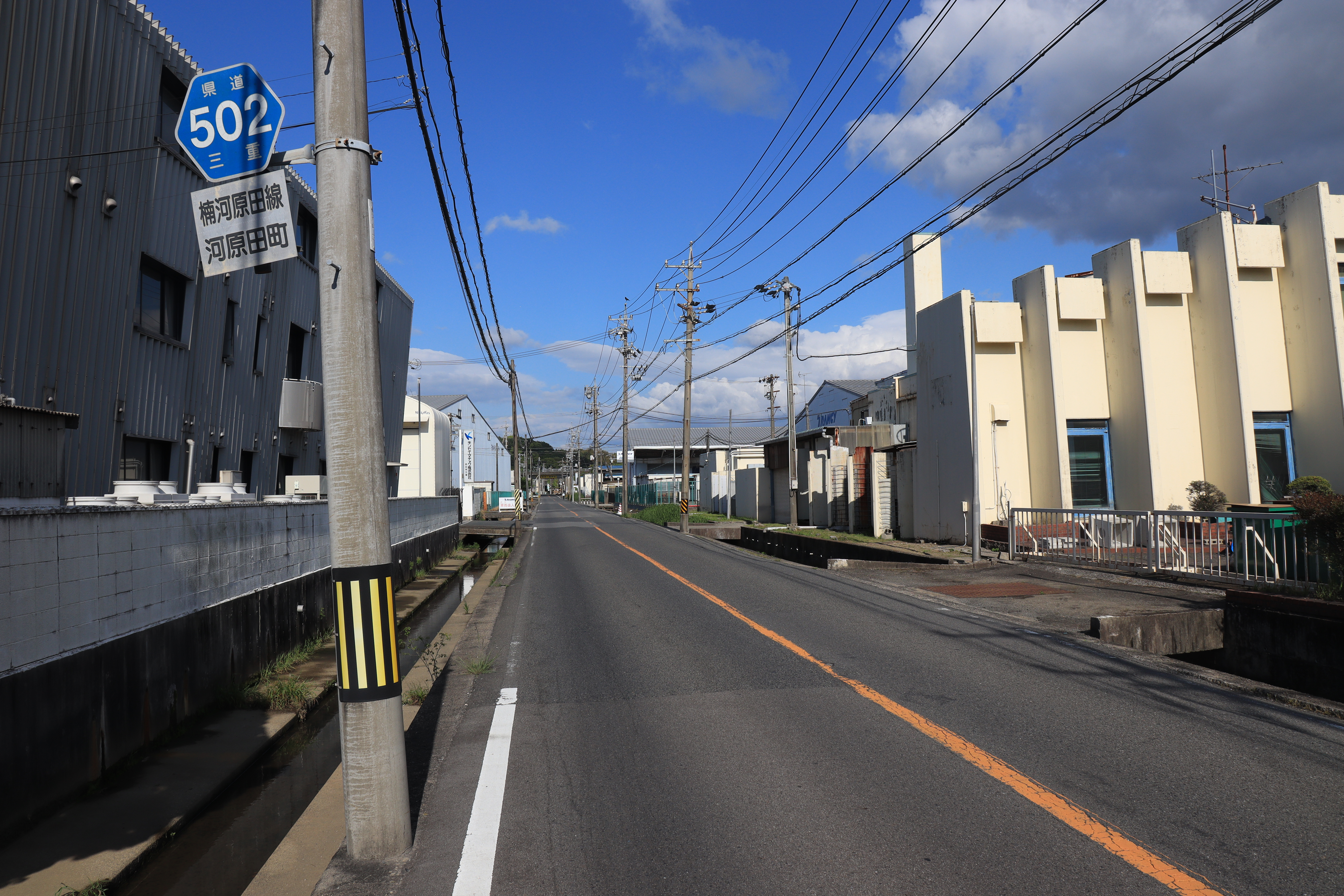
三重県道502号楠河原田線、四日市市河原田町

### 通過する自治体
- 四日市市

### 交差する道路
| 交差する道路              | 交差する場所 | 交差する場所          |
| ------------------------- | ------------ | --------------------- |
| 三重県道6号四日市楠鈴鹿線 | 楠町北五味塚 | 北五味塚交差点 / 起点 |
| 国道23号 重複区間起点     | 河原田町     | 貝塚町北交差点        |
| 国道23号 重複区間終点     | 河原田町     | 貝塚町南交差点        |
| 三重県道103号四日市鈴鹿線 | 河原田町     | 河原田交差点 / 終点   |

### 交差する鉄道
- 近鉄名古屋線
- 関西本線

### 沿線
- 近鉄名古屋線 北楠駅
- 東洋紡績
- 北勢公設地方卸売市場
- JR東海関西本線 河原田駅
- 三重県立四日市農芸高等学校